# Груздєва
Гру́здєва (рос. Груздева) — присілок у складі Шадрінського району Курганської області, Росія. Входить до складу Сосновської сільської ради.
Населення — 3 особи (2010, 2 у 2002).
Національний склад станом на 2002 рік: росіяни — 100 %.